# Alain Calmat
Alain Calmat, původním jménem Alain Calmanovich (* 31. srpna 1940 Paříž) je bývalý francouzský krasobruslař, soutěžící v kategorii jednotlivců.
Bruslil od devíti let, startoval na třech olympijských hrách: v roce 1956 byl devátý, v roce 1960 šestý a v roce 1964, kdy byl vlajkonošem francouzské výpravy, vybojoval stříbrnou medaili za Němcem Manfredem Schnelldorferem. Vyhrál mistrovství světa v krasobruslení v roce 1965, vicemistrem světa byl v letech 1963 a 1964 a třetí místo obsadil v letech 1960 a 1962 (v roce 1961 se šampionát nekonal kvůli tragické havárii amerických krasobruslařů). Mistrem Evropy byl v letech 1962, 1963 a 1964. Je také pětinásobným mistrem Francie (1958 a 1962–65) a vítězem Univerziády 1960. Sportovní kariéru ukončil v roce 1965.
Byl pověřen zapálením olympijského ohně při slavnostním zahájení Zimních olympijských her 1968 v Grenoble; když s pochodní vybíhal po schodišti, přenášely mikrofony tlukot jeho srdce do reproduktorů na celém stadionu. Vystudoval medicínu a pracoval jako chirurg v montfermeilské nemocnici. Později vstoupil do politiky: byl poslancem Národního shromáždění za Socialistickou stranu, ministrem mládeže a sportu ve vládě Laurenta Fabiuse a starostou města Livry-Gargan. Je předsedou Coubertinova výboru a lékařské komise Francouzského olympijského výboru, obdržel Řád čestné legie a Národní řád za zásluhy, byl uveden do Síně slávy židovského sportu. Je otcem čtyř dětí.